# Erechthias perfumata
Erechthias perfumata är en fjärilsart som beskrevs av Edward Meyrick 1927. Erechthias perfumata ingår i släktet Erechthias och familjen äkta malar.
Artens utbredningsområde är Samoa. Inga underarter finns listade i Catalogue of Life.